# Колфакс (Каліфорнія)
Колфакс (англ. Colfax) — місто (англ. city) в США, в окрузі Пласер штату Каліфорнія. Населення — 1995 осіб (2020).

## Географія
Колфакс розташований за координатами 39°5′38″ пн. ш. 120°57′12″ зх. д. / 39.09389° пн. ш. 120.95333° зх. д. (39.093781, -120.953229).  За даними Бюро перепису населення США в 2010 році місто мало площу 3,65 км², уся площа — суходіл.

### Клімат
| Клімат : Колфакс                                                         | Клімат : Колфакс | Клімат : Колфакс | Клімат : Колфакс | Клімат : Колфакс | Клімат : Колфакс | Клімат : Колфакс | Клімат : Колфакс | Клімат : Колфакс | Клімат : Колфакс | Клімат : Колфакс | Клімат : Колфакс | Клімат : Колфакс | Клімат : Колфакс |
| Показник                                                                 | Січ.             | Лют.             | Бер.             | Квіт.            | Трав.            | Черв.            | Лип.             | Серп.            | Вер.             | Жовт.            | Лист.            | Груд.            | Рік              |
| Абсолютний максимум, °C                                                  | 25,0             | 26,7             | 29,4             | 32,8             | 38,9             | 43,9             | 45,0             | 44,4             | 41,1             | 38,3             | 30,6             | 23,9             | 45,0             |
| Середній максимум, °C                                                    | 10,6             | 11,7             | 13,9             | 16,7             | 21,7             | 26,7             | 31,1             | 30,6             | 27,2             | 21,1             | 13,3             | 10,0             | 19,6             |
| Середня температура, °C                                                  | 6,1              | 7,2              | 8,9              | 10,0             | 15,6             | 20,0             | 23,9             | 23,3             | 20,0             | 15,0             | 8,9              | 6,1              | 13,8             |
| Середній мінімум, °C                                                     | 1,7              | 2,8              | 3,9              | 5,6              | 9,4              | 13,3             | 16,7             | 15,6             | 12,8             | 8,9              | 4,4              | 1,7              | 8,1              |
| Абсолютний мінімум, °C                                                   | −5,6             | −6,1             | −3,3             | 1,1              | 2,8              | 7,8              | 10,0             | 9,4              | 5,6              | 1,7              | −2,8             | −6,7             | −6,7             |
| Норма опадів, мм                                                         | 197              | 207              | 179              | 87               | 51               | 15               | 1                | 3                | 20               | 65               | 154              | 216              | 1195             |
| ------------------------------------------------------------------------ | ---------------- | ---------------- | ---------------- | ---------------- | ---------------- | ---------------- | ---------------- | ---------------- | ---------------- | ---------------- | ---------------- | ---------------- | ---------------- |
| Джерело: http://www.myforecast.com/bin/climate.m?city=11624&metric=false |                  |                  |                  |                  |                  |                  |                  |                  |                  |                  |                  |                  |                  |

## Демографія
Згідно з переписом 2010 року, у місті мешкали 1963 особи в 823 домогосподарствах у складі 505 родин. Густота населення становила 539 осіб/км².  Було 929 помешкань (255/км²).
Расовий склад населення:
| - 89,6 % — білих - 1,5 % — азіатів - 1,3 % — корінних американців - 0,2 % — чорних або афроамериканців - 0,1 % — вихідців з тихоокеанських островів - 2,8 % — осіб інших рас |

До двох чи більше рас належало 4,5 %. Частка іспаномовних становила 9,1 % від усіх жителів.
За віковим діапазоном населення розподілялося таким чином: 25,4 % — особи молодші 18 років, 63,2 % — особи у віці 18—64 років, 11,4 % — особи у віці 65 років та старші. Медіана віку мешканця становила 37,9 року. На 100 осіб жіночої статі у місті припадало 92,3 чоловіків;  на 100 жінок у віці від 18 років та старших — 86,3 чоловіків також старших 18 років.
Середній дохід на одне домашнє господарство  становив 61 789 доларів США (медіана — 48 015), а середній дохід на одну сім'ю — 64 099 доларів (медіана — 45 563). Медіана доходів становила 54 706 доларів для чоловіків та 40 789 доларів для жінок. За межею бідності перебувало 11,4 % осіб, у тому числі 16,4 % дітей у віці до 18 років та 12,8 % осіб у віці 65 років та старших.
Цивільне працевлаштоване населення становило 1117 осіб. Основні галузі зайнятості: освіта, охорона здоров'я та соціальна допомога — 18,5 %, роздрібна торгівля — 17,9 %, мистецтво, розваги та відпочинок — 13,7 %, будівництво — 11,5 %.